# Puidoux
Puidoux es una comuna suiza del cantón de Vaud, situada en el distrito de Lavaux-Oron. Limita al norte con las comunas de Oron y Granges (Veveyse) (FR), al este con Chardonne, al sureste con Saint-Saphorin (Lavaux), Chexbres y Rivaz, al sur con Saint-Gingolph (FR-74) y Meillerie (FR-74), y al oeste con Bourg-en-Lavaux y Forel (Lavaux).
La comuna se encuentra a orillas del lago Lemán. Hace parte de Lavaux, el área declarada Patrimonio de la Humanidad por la Unesco en 2007. Además hizo parte hasta el 31 de diciembre de 2007 del distrito de Lavaux, círculo de Saint-Saphorin.

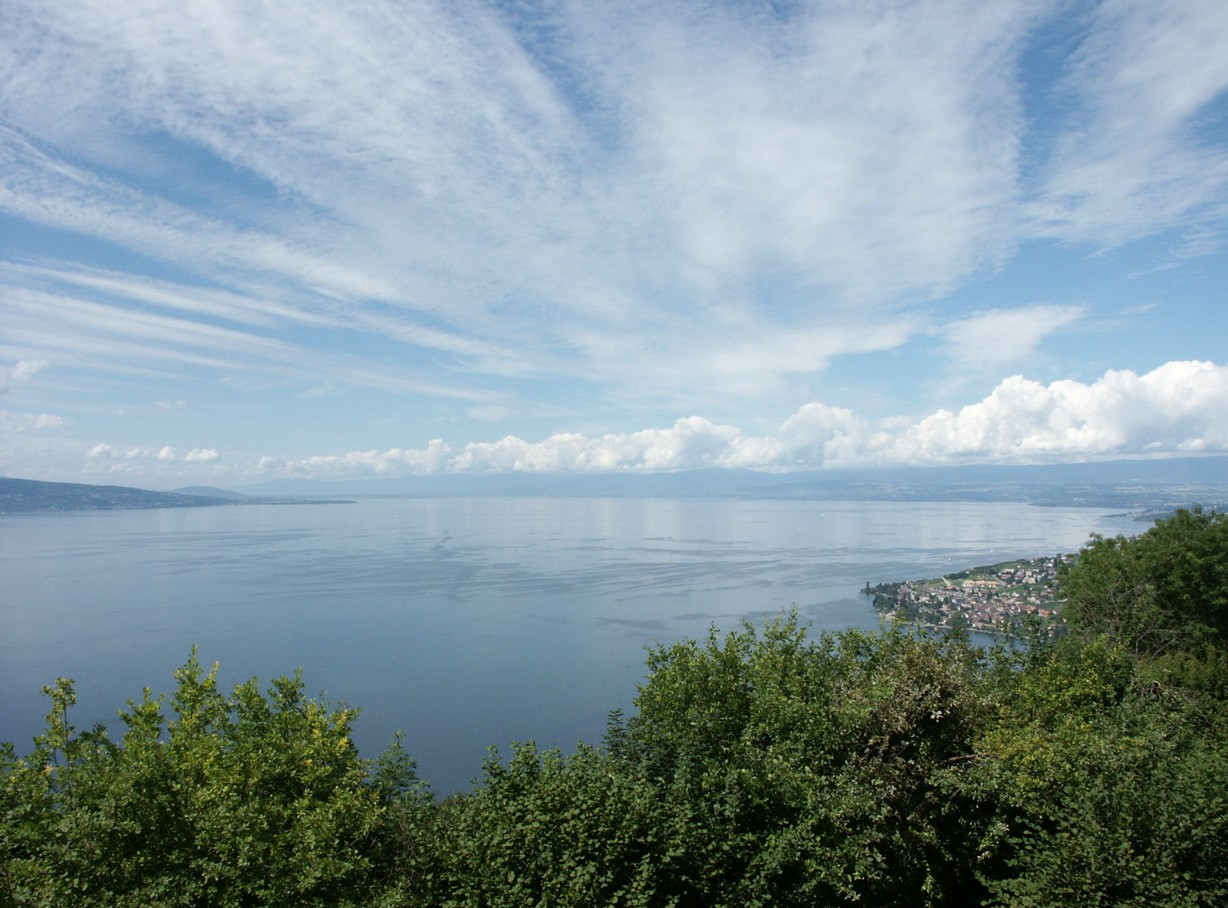
Vista del lago Lemán.